# Черніковщина (Дзержинський район)
Черніковщина (біл. Чэрнікаўшчына, Černikaŭščyna, рос. Черниковщина) — агромістечко у Дзержинському районі Мінської області Білорусі. Входить до складу Фаніпольскої сільради.

## Розташування
Знаходиться за 9 км у напрямку на північний схід від міста Дзержинськ, за 26 км від Мінська, 10 км від залізничної станції Койданове та 6 км від залізничної станції Фаніполь. Біля агромістечка протікає річка Уса.

## Історія
Перші згадки про Черніковщину з'являються з XVI століття: 1550 року вона належала Радзивіллам і входила до Койдановської волості (пізніше Койдановське графство). 1566 року Черніковщина увійшла до складу Мінського воєводства. В середині 1560-х років Радзивілли подарували село для потреб «служби божої» Койдановському кальвінському збору. Того часу Черніковщина мала 40 селянських дворів, більше 10 волок землі.
Внаслідок другого поділу Речі Посполитої (1793) Черніковщина опинилася у складі Російської імперії; село в Койдановській волості Мінського повіту, володіння Радзивіллів, Тарасових, Рафів, Риторів тощо. 1820 року у садибі Черніковщини налічувалося 18 димів, в усіх по 0,5 волоки землі. 1882 року в селі відкрилася школа грамоти, де навчалося 10 хлопчиків. На початку XX століття існували село Черніковщина (58 дворів, 332 жителя) і маєток Черніковщина (15 дворів, 91 жителів).

## Населення
- XX століття: 1991 рік — 148 дворів, 412 жителів; 1999 рік — 351 жителів;
- XXI століття: 2003 рік — 126 дворів, 344 жителя[2]; 1 січня 2004 року — 122 дворів, 334 жителя[3]; 2010 рік — 382 жителя.

## Пам'ятки
- Пам'ятник на братській могилі радянських воїнів, загиблих у Великій Вітчизняній війні.
- Поблизу агромістечка курганне кладовище IX-XI ст. і курган[2].